# Procedimenti giudiziari a carico di Oscar Wilde
(Hall Caine, commentando la sentenza del processo rivolgendosi a Coulson Kernahan)

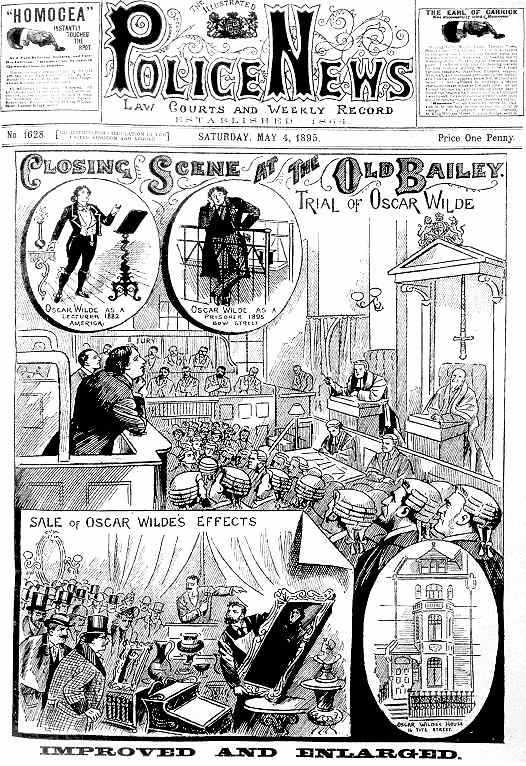
Illustrazione relativa al processo a carico di Oscar Wilde in The Illustrated Police News del 4 maggio 1895.

Lo scrittore irlandese Oscar Wilde fu il protagonista di due procedimenti giudiziari, che ebbero un impatto notevole su di lui e che lo segnarono per il resto della sua vita. Nel primo dei due processi (1895) fu Wilde ad accusare di calunnia John Sholto Douglas, nono marchese di Queensberry e padre di Alfred Douglas, con cui Wilde intratteneva una relazione dal 1891. Il procedimento, però, si ritorse rapidamente contro Wilde stesso, per le prove sulla sua omosessualità raccolte da investigatori ingaggiati dalla difesa che le rese note in tribunale.
Ciò originò il secondo procedimento, che vide questa volta Wilde imputato per sodomia. Celebre il riferimento all'«amore che non osa pronunciare il proprio nome» emerso durante il dibattimento, che si concluse con la condanna per lo scrittore a due anni di reclusione che scontò presso il carcere di Reading. Il processo ebbe risonanza internazionale, siccome Wilde era già un autore molto noto.

## Gli antecedenti del processo

### La relazione con Alfred Douglas

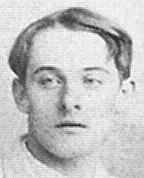
Immagine di Alfred Douglas

Wilde, anche se sposato con Constance, viveva tranquillamente la propria omosessualità con Alfred Douglas, benché, per il carattere burrascoso del giovane Bosie - come lo chiamava Wilde -, i due litigavano spesso. Ogni litigio si concludeva con l'abbandono da parte di Wilde del ragazzo, ma poco dopo i due si riconciliavano: questa relazione era naturalmente malvista dalla società dai proclamati severi costumi sessuali vittoriani a cui i due amanti appartenevano.
In particolare il padre del ragazzo, un nobile austero e di severi princìpi, faceva di tutto per far cessare la scandalosa relazione del figlio. Pochi giorni prima che tutto iniziasse, Alfred aveva litigato con Wilde che, per incontrare di nuovo il suo amato, era ricorso a ogni stratagemma possibile: prima aveva convinto sua madre, Lady Wilde, a scrivere a suo nome all'amante e poi, addirittura, aveva spinto la moglie a chiedere ad Alfred di riappacificarsi con lui.
Ma i rapporti tempestosi tra i due erano proseguiti sino al punto che, nel marzo 1894, Wilde aveva rifiutato di incontrare Alfred, il quale aveva minacciato di suicidarsi. Il grande autore irlandese alla fine cedette e da quel momento le sorti dei due amanti furono legate l'una all'altra.

### I primi screzi con il marchese

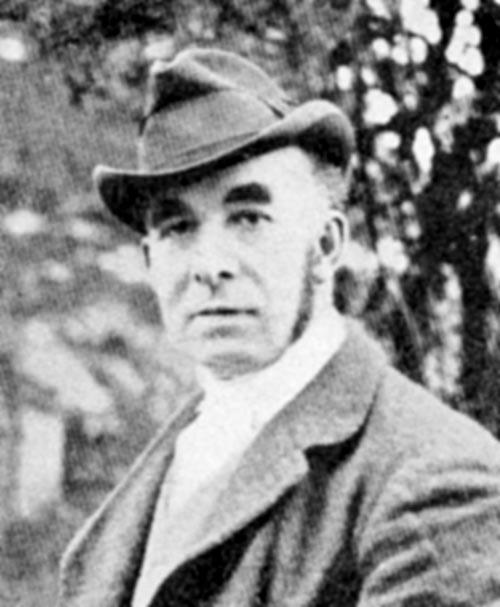
John Sholto Douglas nono marchese di Queensberry, padre di Alfred Douglas

Il 1º aprile 1894 durante un pranzo al Café Royal ci fu un incontro tra Wilde e il padre di Alfred, John Sholto Douglas, nono marchese di Queensberry che successivamente scrisse una lettera al figlio, chiedendogli cosa avesse intenzione di fare riguardo alla sua vita scandalosa. La risposta di Alfred fu: «Che omino buffo che sei»
I rapporti tra i due amanti nel frattempo si fecero sempre più aspri, tanto che il ragazzo partì da solo per Firenze e soltanto dopo diverso tempo venne raggiunto da Wilde, le cui condizioni economiche stavano divenendo sempre più precarie. Il 30 giugno, a casa sua, Wilde incontrò nuovamente il padre del giovane Douglas, che commentò divertito questo avvenimento.
Nell'ottobre 1894, per assecondare il volere di Bosie, Wilde si trasferì al Grand Hotel di Brighton, dove si ammalò. Dopo un ennesimo litigio causato dal giovane, Wilde decise di abbandonare l'amante. Il 16 ottobre gli arrivò una lettera da Douglas con parole così offensive che Oscar non riuscì mai a dimenticarle, tanto che volle rendere definitiva la sua separazione e scrisse in questo senso a Queensberry, promettendogli che mai più avrebbe rivisto il figlio.
Saputo della morte di Drumlanrig, il fratello di Douglas, Wilde cambiò ancora idea e i due, ormai riconciliati, partirono per Algeri e poi per Blida, nel gennaio 1895, dove consumarono hascisc in quantità. André Gide gli suggerì di essere prudente, ma per Oscar questo avrebbe significato tornare sui propri passi, mentre riteneva ormai che si potesse andare solo avanti. Wilde tornò a Parigi dove incontrò Edgar Degas che, quasi presagendo quanto stava per accadere, gli parlò di prigione.

## Il primo processo

### L'accusa di calunnia

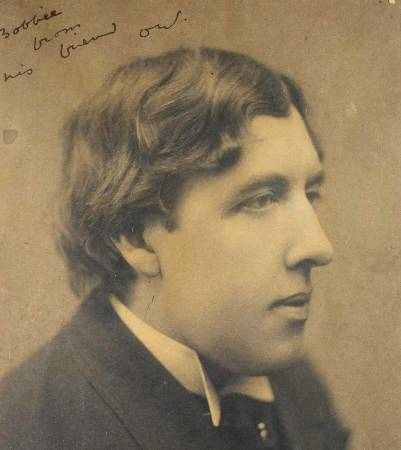
Oscar Wilde nel 1889, primo piano con dedica

Wilde mal sopportava che un'altra persona, come il padre di Alfred Douglas, gli potesse ordinare come comportarsi in nome della ipocrita moralità dei suoi tempi. Questo gli causò situazioni anche imbarazzanti, come nell'episodio di Aimée Lowther, ove la sua allusione all'omosessualità fu palesemente non compresa da tutti i presenti, tra i quali Ellen Terry che gli chiese spiegazioni sulla sua battuta, nell'imbarazzato silenzio generale.
Oscar agli inizi del 1895 si rifiutò di ospitare nell'Avondale Hotel a Piccadilly l'ennesimo giovane con cui Alfred voleva avere dei rapporti. Douglas allora cambiò albergo andando con il ragazzo. Il 28 febbraio alle ore 16:30, il portiere dell'albergo, come da istruzioni ricevute 10 giorni prima, porse a Wilde - che stava uscendo per recarsi a un club nei pressi - un biglietto del marchese di Queensberry, che, con gravi offese, dava del ruffiano e sodomita a Wilde.
Wilde di primo acchito cercò di lasciare l'albergo, ma, essendo senza soldi, non poté saldare il conto. Rimase così in attesa di aiuti scrisse sia ad Alfred che a Lewis, suo vecchio amico e avvocato, che gli ricordò che non poteva assisterlo in quanto era stato assunto dal marchese stesso. Decise allora di rivolgersi all'avvocato Humphreys, che accettò di rappresentarlo in giudizio sperando di riceverne una grande pubblicità data la notorietà delle persone citate in tribunale. Robert Ross tentò ancora inutilmente un intervento per risolvere la questione con il marchese in persona.
La causa secondo Humphreys era come vinta, ma serviva, per le spese legali, il denaro che fu fornito dalla moglie del marchese e dal fratello di Alfred. Il 1º marzo 1895, alla centrale di polizia di Marlborough Street, Wilde ottenne un mandato di cattura per il marchese. In attesa del processo Oscar con la moglie e Douglas (il 7 marzo) assistettero alla prima di L'importanza di chiamarsi Ernesto.

### I capi di accusa
L'accusa di Wilde venne condotta in tribunale dal famoso avvocato Edward George Clarke.
Gli investigatori della difesa del marchese, che erano alla ricerca d'indizi utili per accusare Wilde, grazie alle indicazioni di una prostituta, arrivarono al numero 13 di Little College Street e quindi all'alloggio di Alfred Taylor dove trovarono tutti gli indirizzi di tutti i ragazzi che Wilde stava frequentando (o che aveva frequentato). Questi furono rintracciati e convocati in tribunale per testimoniare contro Wilde.
Nel frattempo Douglas e Wilde erano a Montecarlo, dove al tavolo di gioco persero molti soldi, tanto che non avevano di che pagare l'albergo dal quale furono cacciati.
All'apertura del processo furono presentate 15 testimonianze riguardanti il reato di sodomia attribuito a Wilde:
1. Edward Shelley, per i rapporti intercorsi nel 1892 (febbraio – marzo)
2. Sidney Mavor; quando depose affermò l'innocenza di Wilde
3. Freddie Atkins, portato da Wilde a Parigi; non fu ascoltato
4. Maurice Schwabe; si rifiutò di testimoniare
5. Alcuni giovani, per i rapporti intercorsi nel 1892 (gennaio – febbraio) nomi non specificati
6. Alfreed Wood
7. Un altro ragazzo (nome non specificato, durante il soggiorno al Savoy Hotel)
8. Un altro ragazzo (nome non specificato, durante il soggiorno al Savoy Hotel)
9. Charles Parker, per i rapporti intercorsi nel 1892
10. Ernest Scarfe, per i rapporti intercorsi nel 1892, conosciuto grazie a Taylor; si rifiutò di testimoniare
11. Herbert Tankard, per i rapporti intercorsi nel 1892; si rifiutò di testimoniare
12. Walter Grainger, un cameriere della casa di High Street di Oxford, 1893 (giugno)
13. Alfonso Harold Conway, per i rapporti intercorsi nel 1892
14. L'opera Il ritratto di Dorian Gray
15. Alcune massime pubblicate sul giornale «The Chameleon» nel dicembre 1894[21]

Il processo continuò il 3 aprile 1895 all'Old Bailey con il giudice R. Henn Collins.
Wilde volle non citare in tribunale Douglas per evitargli la sofferenza di testimoniare contro suo padre.

### La difesa e il verdetto
Wilde, interrogato dagli inquirenti, diede il meglio della sua arguzia nelle sferzanti risposte e descrizioni dei suoi rapporti con il padre di Alfred, tanto che l'aula del tribunale fu sul punto di essere sgombrata per le continue risate del pubblico. Gli avvocati della difesa cercarono con la lettura di brani de Il ritratto di Dorian Gray di far confessare a Wilde che il romanzo contenesse ambigui richiami sessuali, ma, derisi anche ironicamente da Oscar per la pessima lettura, non ci riuscirono.
Passati ad accusarlo a proposito della frequentazione dei ragazzi, Wilde negò ogni rapporto di sodomia e a quel punto furono lette le lettere che il marchese aveva inviato alla moglie e al figlio, presentandolo come padre seriamente preoccupato per il figlio. Il giudice stesso si congratulò per la sua arringa con l'avvocato Carson, il difensore. Il marchese venne assolto.

## Il secondo processo

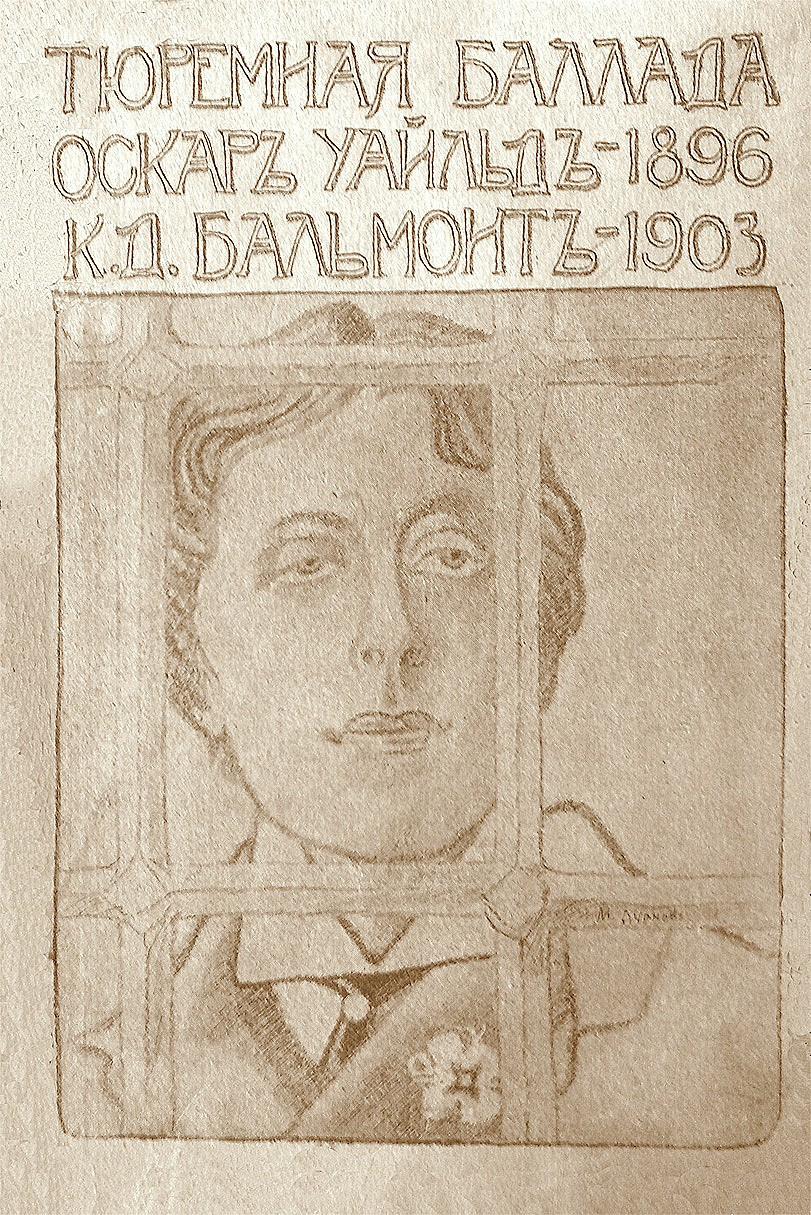
Copertina de La ballata del carcere di Reading, componimento poetico scritto dopo la scarcerazione.

### Le reazioni
La difesa di Wilde venne assunta dallo stesso avvocato che aveva condotto l'accusa dello scrittore contro il marchese di Queensberry, ma il patrocinio fu gratuito, poiché Clarke riteneva di aver commesso errori nella conduzione del primo processo. Wilde, quindi, fu accusato a sua volta e nonostante gli si consigliasse di fuggire all'estero rimase fatalisticamente in attesa del mandato di cattura che gli fu consegnato con l'accusa di atti osceni e sodomia. L'ostilità verso Wilde del pubblico cominciò a manifestarsi: il suo nome fu tolto dai cartelloni pubblicitari, le sue rappresentazioni teatrali vennero sospese, ed anche negli USA l'attrice Rose Coghlan, che doveva di lì a poco metter in scena a Una donna senza importanza, interruppe ogni rapporto con l'autore.
In Francia la situazione per Wilde era anche peggiore: Jules Huret il 13 aprile del 1895 in un articolo aveva scritto riferendosi a tre personaggi chiamandoli amici di Wilde. Marcel Schwob e Jean Lorrain mentendo dissero di non essere in alcun modo suoi amici, mentre Rabbonire Catulle Mendès arrivò a sfidare a duello l'autore dell'articolo per quella che riteneva un'offesa.
La vendita di fotografie che ritraessero Wilde fu vietata in Francia. Sarah Bernhardt, che si era detta disponibile a comprare i diritti di Salomé per coprire le spese processuali di Wilde, successivamente rifiutò. Solo alcuni, come Willy (il marito di Colette) e Octave Mirbeau, gli furono solidali.

### La definizione di "Amore"
L'udienza del nuovo processo iniziò il 6 aprile e nell'aspettarla Wilde dovette rimanere detenuto nel carcere di Bow Street dove si chiuse in un doloroso mutismo. Sebbene il giudice Sir John Bridge dichiarasse che esistevano colpe peggiori di quelle addebitate a Wilde, tuttavia non volle concedergli la libertà provvisoria.
Wilde fu difeso da Travers e Edward Clarke, che non volle essere compensato. Il pubblico ministero incaricato dell'accusa era Charles Gill. Durante il controinterrogatorio Gill lesse una poesia di Alfred Douglas, intitolata Two Loves (Due amori) e chiese a Wilde:
(Domanda rivolta ad Oscar Wilde da Charles Gill durante il secondo processo. Traduzione a cura di Alberto Rossatti)
Wilde rispose: «l'Amore, che non osa dire il suo nome in questo secolo, è il grande affetto di un uomo anziano nei confronti di un giovane, lo stesso che esisteva tra Davide e Gionata, e che Platone mise alla base stessa della sua filosofia, lo stesso che si può trovare nei sonetti di Michelangelo e di Shakespeare... Non c'è nulla di innaturale in ciò.»
Il pubblico accolse con applausi la risposta di Wilde. Sentite le testimonianze dei giovani accusati di aver avuto rapporti illeciti con Wilde la giuria decise solo per la non colpevolezza di Atkinson, uno degli imputati. Visto che non si era giunti ad una decisione Lockwood, il vice procuratore generale chiese un nuovo processo.
Per due giorni sedesti su un alto seggio e ti saziasti la vista con lo spettacolo di tuo padre in piedi nel banco degli imputati. Al terzo giorno io presi il suo posto. Cos'era accaduto? Nella terribile partita del vostro odio v'eravate giocati la mia anima ai dadi, e a te era capitato di perdere. Tutto qui.

### Cauzione
Il giudice Baron Pollock in attesa del nuovo processo fissò la cauzione per la libertà provvisoria a 2.500 sterline, raccolte poi dagli amici di Oscar che il 7 maggio venne rilasciato.
Seppure temporaneamente libero, Wilde continuava ad essere minacciato dal marchese che aveva assunto degli uomini anche per dargli una lezione; chiese quindi ospitalità alla madre e al fratello (sposato ora con Lily Lees) al 146 di Oakley Street, promettendo loro che non sarebbe scappato e che avrebbe accettato di sottoporsi al nuovo processo. In quei giorni ebbe la visita di alcuni amici come Percy Douglas, fratello di Alfred, e Harris che solo allora, per stessa ammissione di Wilde, comprese che non era innocente delle accuse fattegli.
Harris progettò una fuga per Wilde rivolgendosi a un suo amico che era disposto a prestare il suo yacht gratuitamente. Sebbene sia Constance che Ada gli chiedessero di non affrontare il processo, Wilde decise di non fuggire e si trasferì a casa dei Leverson dove fece il possibile per non dare fastidio.

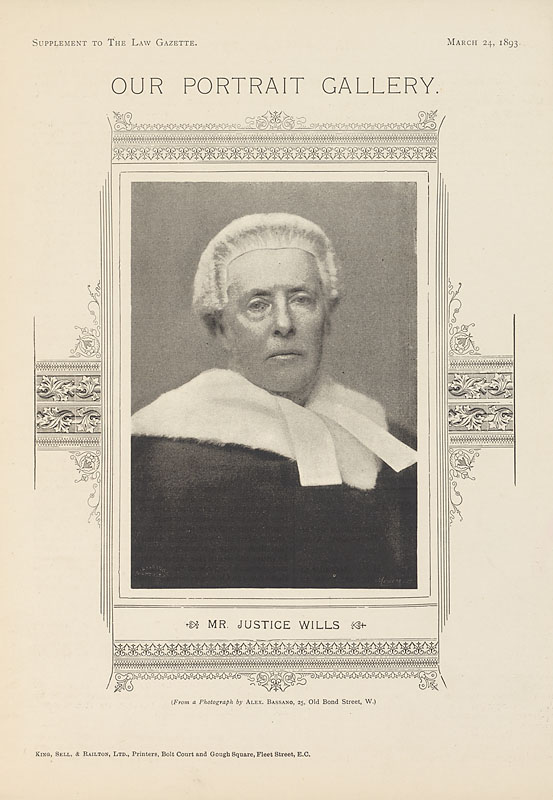
Sir Alfred Wills (1828-1912) Il giudice che sentenziò la condanna a 2 anni di Wilde.

### Sentenza definitiva
Il nuovo giudice Sir Alfred Wills separò il processo di Wilde da quello di Taylor, che fu processato per primo. Durante le udienze fu messo in rilievo come Wilde, provato dal lungo processo, fosse diventato mite e innocuo e si diceva che ancora tanto egli poteva dare alla letteratura se libero. Sebbene i suoi amici fossero convinti che alla fine Wilde sarebbe stato assolto, la giuria si espresse affermando la colpevolezza di Wilde tranne che per ciò che riguardava il rapporto con Shelley.
Il giudice emise la sentenza dopo aver affermato che «persone capaci di compiere simili cose sono chiaramente sorde ad ogni sentimento di vergogna... È il peggior processo che io abbia mai presieduto», applicando il massimo della pena: due anni di reclusione per entrambi gli imputati. Il pubblico reagì gridando «vergogna». Wilde alla lettura della sentenza disse: «Mio Dio, mio Dio» e come taluni sostengono «E io? Non posso dir nulla?» e, quasi svenuto, venne portato in cella.
L'altro condannato, Alfred Taylor, ebbe modo di fuggire in America. Le reazioni immediate dei prostituti che avevano testimoniato contro Wilde e del marchese furono euforiche, mentre i giornali decantarono la fine dell'estetismo.